# 王鹤亭
王鹤亭（1910年—？），男，江苏江阴人， 中华人民共和国农田水利专家、政治人物，曾任新疆维吾尔自治区政协副主席，新疆维吾尔自治区人大常委会副主任，第三、六届全国人大代表，第五届全国政协委员。